# Resultados do Carnaval de Pelotas
Resultados do Carnaval de Pelotas.

## 1986
| Grupo Especial | Grupo Especial    | Grupo Especial | Grupo Especial |
| Colocação      | Escola            | Pontos         | Ref.           |
| -------------- | ----------------- | -------------- | -------------- |
| 1º             | Academia do Samba | 79             | [ 1 ]          |
| 2º             | General Telles    | 76             | [ 1 ]          |
| 3º             | Ramiro Barcelos   | 64             | [ 1 ]          |
| 4º             | General Osório    | 53             | [ 1 ]          |

## 1999
| Grupo Especial | Grupo Especial           | Grupo Especial |
| Colocação      | Escola                   | Ref.           |
| -------------- | ------------------------ | -------------- |
| 1º             | Unidos do Fragata        | [ 2 ]          |
| 2º             | Imperadores da Guabiroba | [ 2 ]          |

## 2000

### Escolas de samba
| Grupo Especial | Grupo Especial    | Grupo Especial | Grupo Especial |
| Colocação      | Escola            | Pontos         | Ref.           |
| -------------- | ----------------- | -------------- | -------------- |
| 1º             | Unidos do Fragata | 178            | [ 3 ]          |
| 2º             | General Telles    | 163            | [ 3 ]          |
| 3º             | Academia do Samba | 159            | [ 3 ]          |

### Escolas mirins
| Colocação | Entidade | Ref   |
| --------- | -------- | ----- |
| 1º        | Mickey   | [ 3 ] |

### Blocos burlescos
| Colocação | Entidade         | Ref   |
| --------- | ---------------- | ----- |
| 1º        | Bruxas da Várzea | [ 3 ] |

### Bandas
| Colocação | Entidade      | Ref   |
| --------- | ------------- | ----- |
| 1º        | Banda Laranja | [ 3 ] |

## 2001
| Grupo Especial | Grupo Especial            | Grupo Especial  | Grupo Especial |
| Colocação      | Escola                    | Pontos          | Ref.           |
| -------------- | ------------------------- | --------------- | -------------- |
| 1º             | Unidos do Fragata         | 168             | [ 4 ]          |
| 2º             | Imperadores da Guabiroba  | 161             | [ 4 ]          |
| 3º             | General Telles            | 160             | [ 4 ]          |
| 3º             | Estação Primeira do Areal | 160             | [ 4 ]          |
| 4º             | Academia do Samba         | 145             | [ 4 ]          |
| 5º             | Rosa Imperial             | Desclassificada | [ 4 ]          |